# Industriebahn Neukölln
Die Industriebahn Neukölln war ein Eisenbahnverkehrs- und -infrastrukturunternehmen, das in Berlin Güterverkehr auf einem eigenen Streckennetz in Neukölln durchführte. 1988 wurde es von der Industriebahn-Gesellschaft Berlin (IGB) übernommen.

## Vorgeschichte
Im Jahr 1909 beantragte der Magistrat von Berlin die Erlaubnis für den Bau und Betrieb einer Hafenbahn in Rixdorf (ab 27. Januar 1912: Neukölln). Hintergrund der Bemühungen war die wirtschaftliche Entwicklung im Großraum Berlin. Durch den Bau des Teltowkanals, des Britzer Verbindungskanals und des Neuköllner Schifffahrtskanals erfuhr Rixdorf eine starke Aufwertung als Industriestandort. In mehreren Etappen wurden zwischen 1902 und 1914 der Oberhafen als Industriehafen und der Unterhafen als Handelshafen angelegt.

## Geschichte und Beschreibung

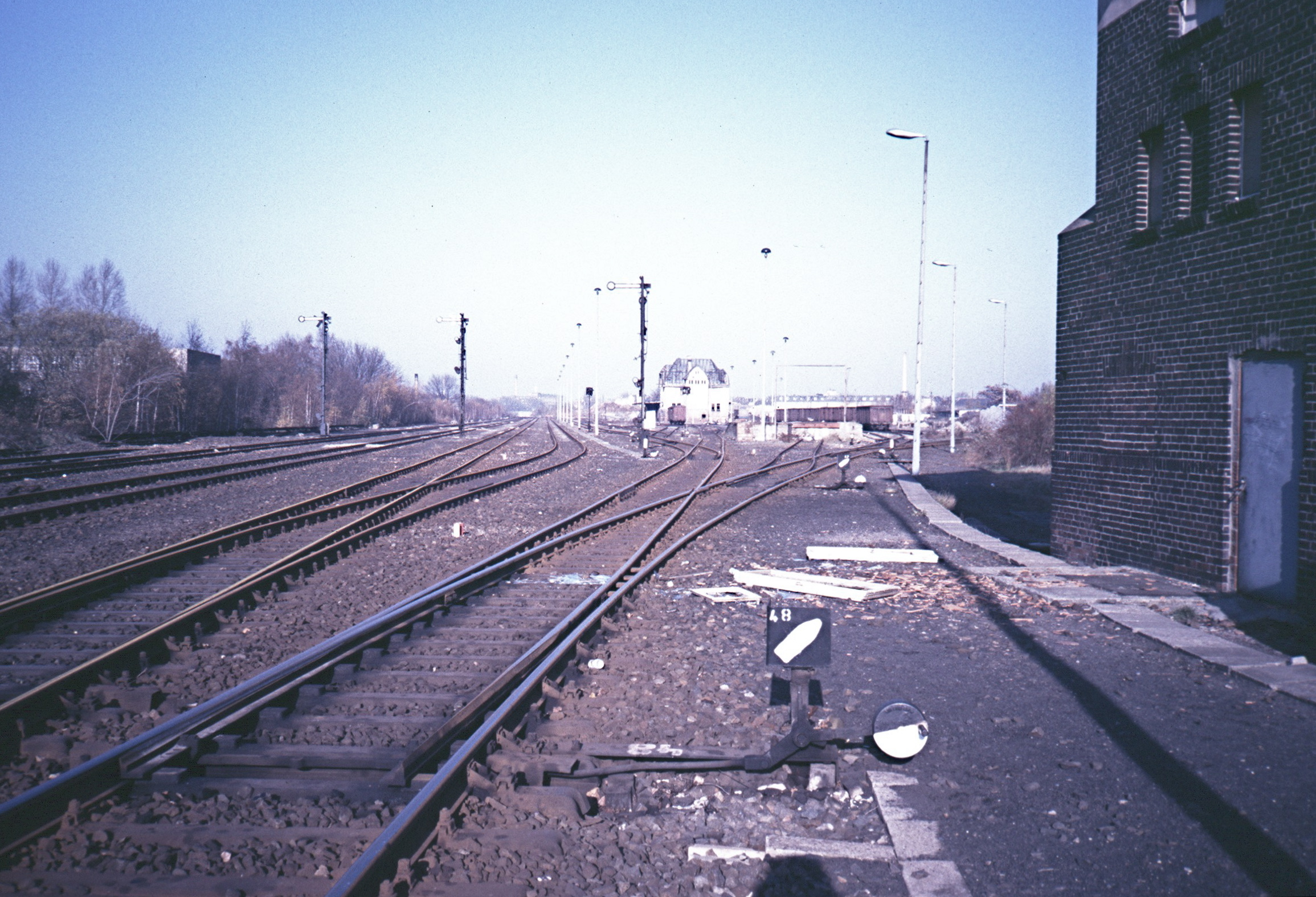
Güterbahnhof Treptow, rechts die Übergabegleise, 1986

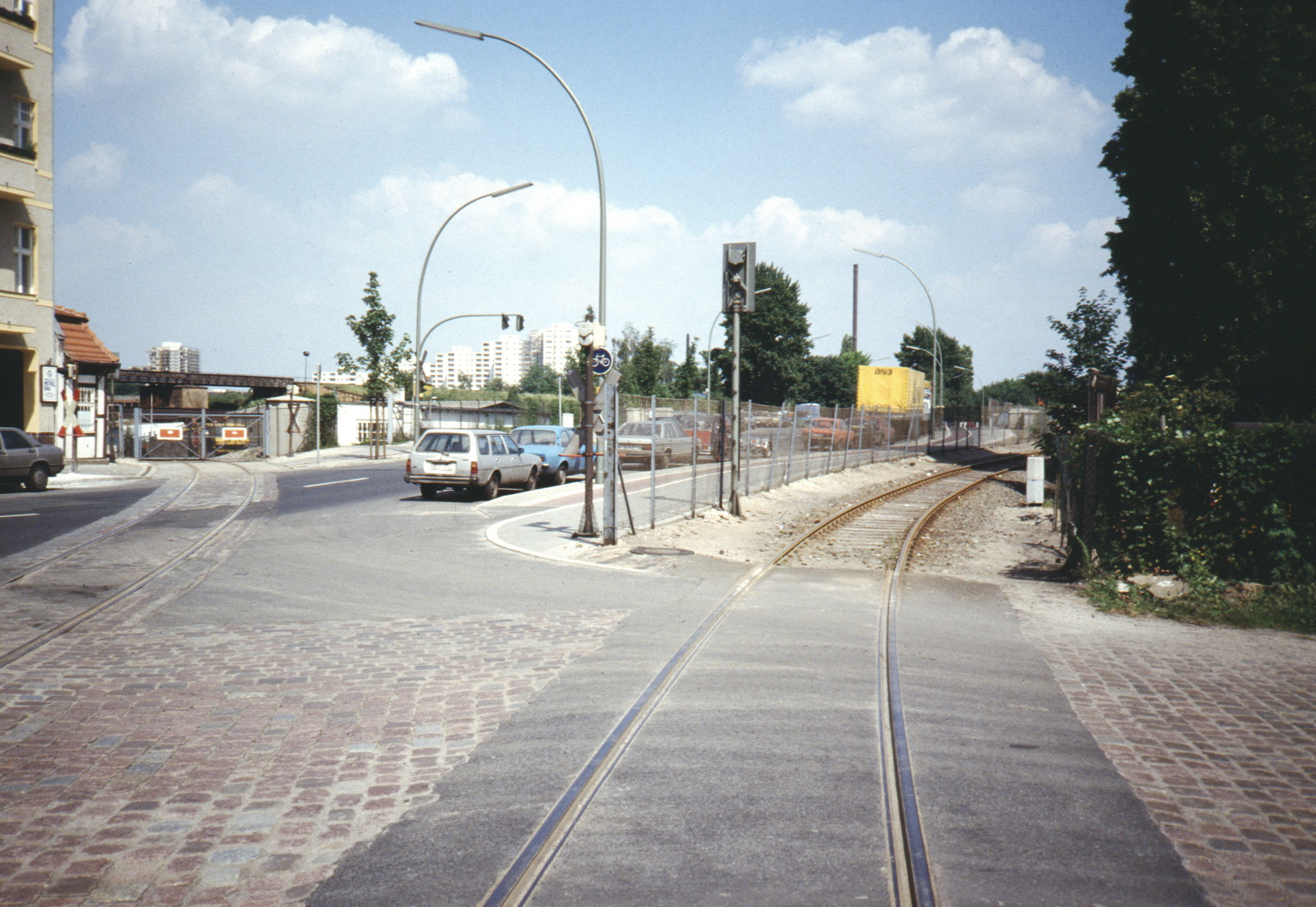
Bahnübergang Lahnstraße, nach links durch ein Tor gesichert das Gleis zum Güterbahnhof Treptow, 1988

Die Verhandlungen mit der Königlich Preußischen Eisenbahndirektion Berlin (KED Berlin) zogen sich hin. Erst fünf Jahre später wurde, bei Kosten von 3,5 Millionen Mark, ein Gleis zum Hafen gebaut. Am 26. Oktober 1914 ging die Strecke in Betrieb. Dem Wunsch der Stadtväter nach einem Übergabebahnhof hatte die KED Berlin nicht entsprochen. Nach mehrmaliger Änderung der vorgeschlagenen Streckenführung wurde, in Absprache mit dem Polizeipräsidenten, nur ein „Hafenzweiggleis“ unter Mitbenutzung des zeitgleich angelegten Anschlussgleises für die Städtische Gasanstalt Rixdorf genehmigt. Um 1915 wurde die Bezeichnung „Hafenzweiggleis“ durch „Neuköllner Hafenbahn“ ersetzt.
Ausgangspunkt war der in Neukölln gelegene Güterbahnhof Treptow an der Berliner Ringbahn. Von dort verlief das Gleis in südwestlicher Richtung über den Neuköllner Schifffahrtskanal, die Kaiser-Friedrich-Straße (seit 1947: Sonnenallee) und weiter im Gefälle zum Neuköllner Schifffahrtskanal. Westlich parallel zu jenem unterquerte es die Bahnstrecke Neukölln–Baumschulenweg, stieg wieder an, kreuzte die Lahnstraße und folgte dieser auf deren Südseite. Dort wurde ein Bahnhof angelegt, der bereits zwei Jahre nach der Eröffnung viergleisig ausgebaut wurde. Das Ausziehgleis wurde in diesem Zuge bis an die Naumburger Straße verlängert.

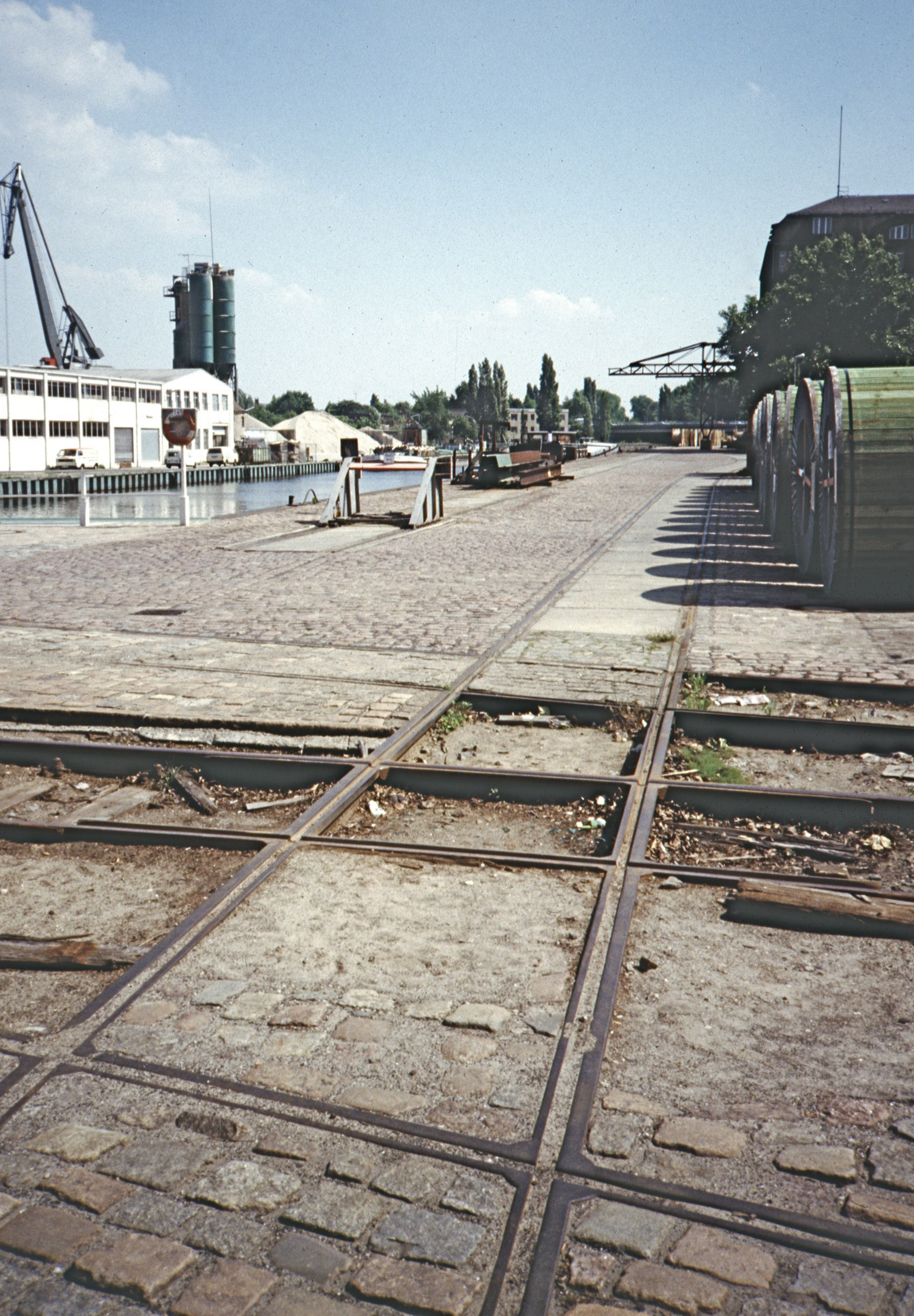
Oberhafen

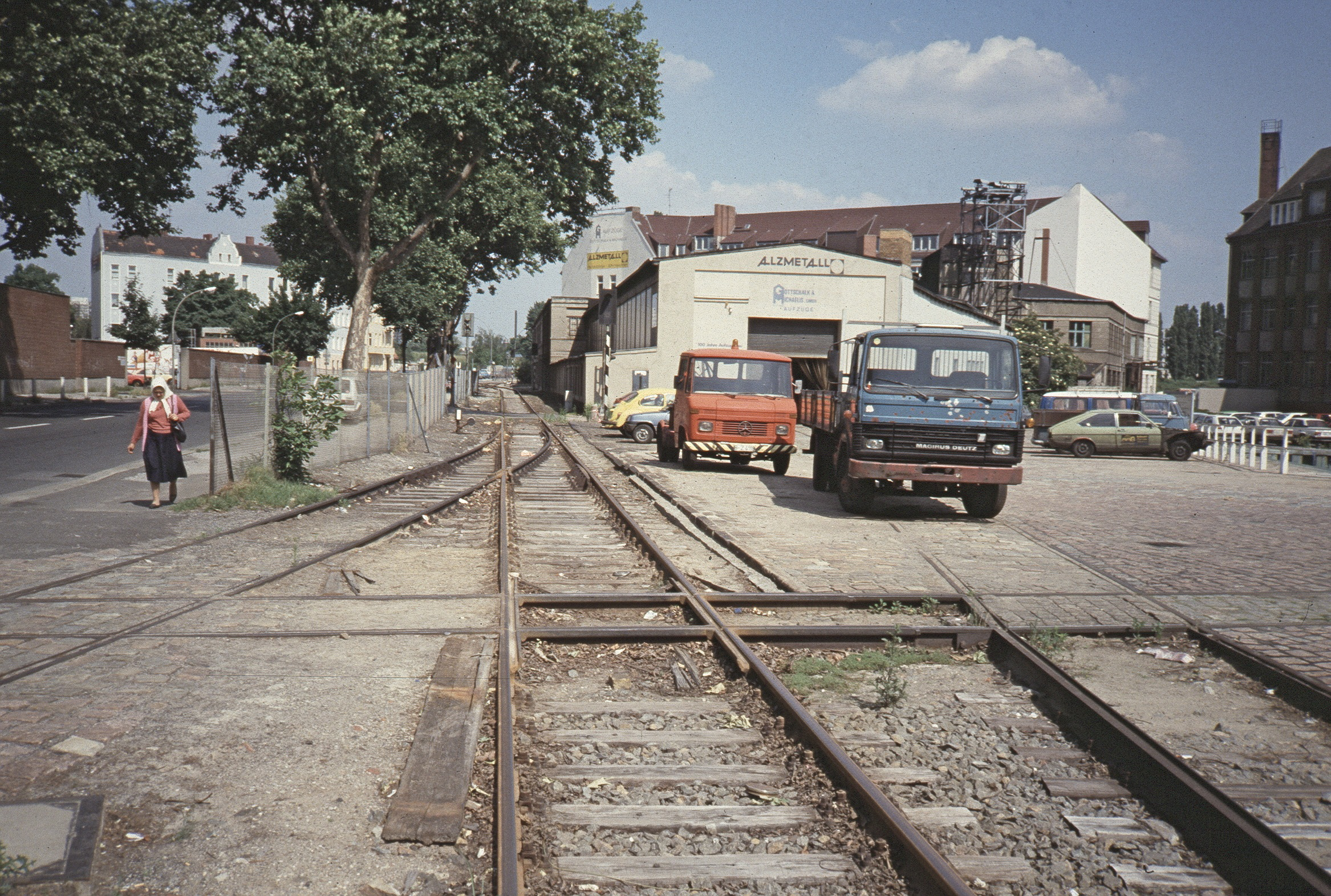
Ostkopf des Bahnhofs Lahnstraße, ein vom Oberhafen kommendes Anschlussgleis kreuzt von rechts nach links, 1988

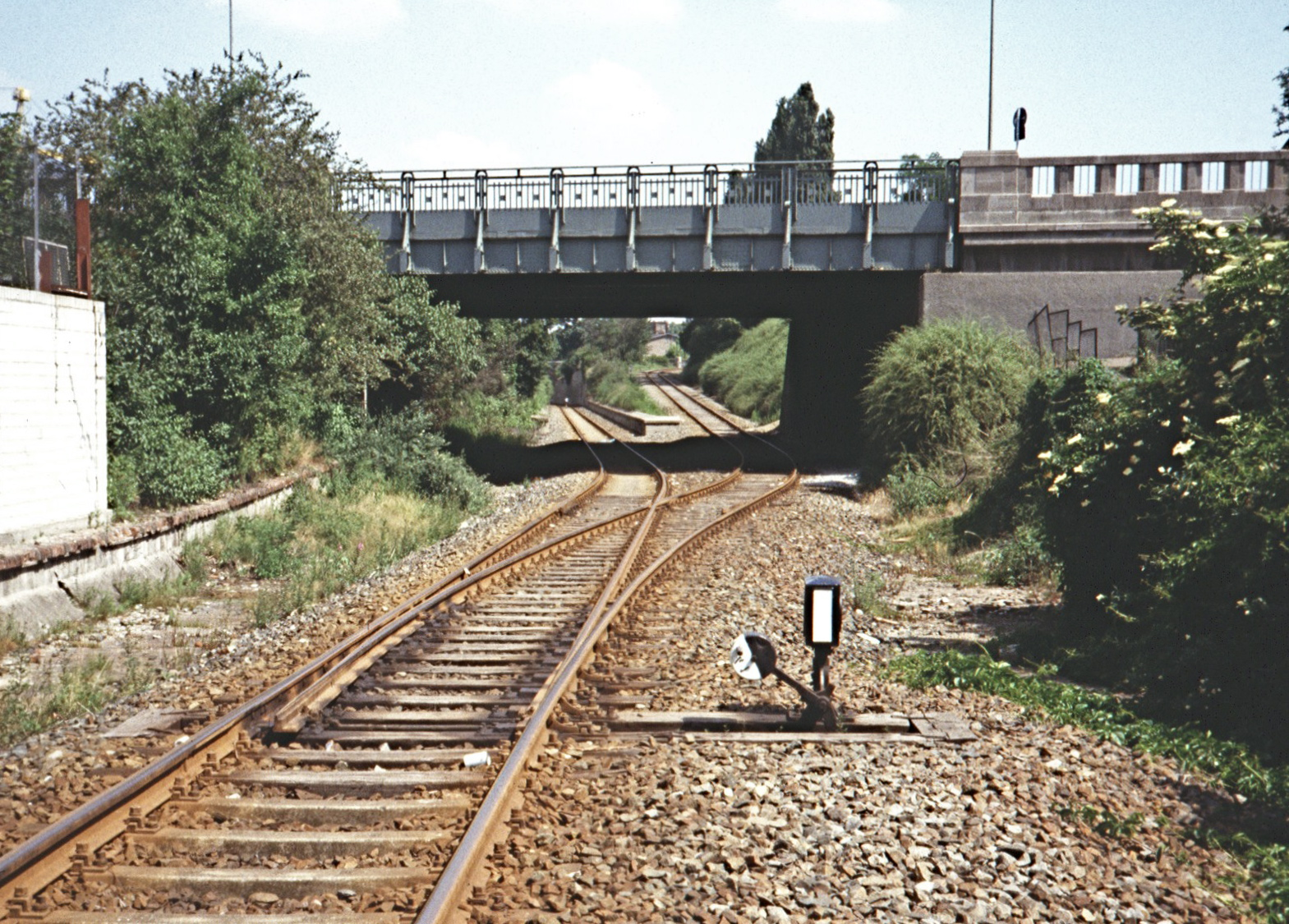
Verzweigung unter der Grenzalleebrücke: links zur Lahnstraße, rechts in Richtung Dieselstraße, 1988

1918 bediente die Bahn bereits 22 Unternehmen, ein Jahr später kamen weitere Gleisanschlüsse, insbesondere im Bereich der Lahnstraße, hinzu. Zum Teil waren sie nur über Drehscheiben zu erreichen, die im Straßenplanum angelegt waren. Die starke Belastung der Strecke, besonders vor dem Abzweig zur Gasanstalt, legte einen Anschluss der Hafenbahn an den Bahnhof Köllnische Heide nahe, der aber nicht realisiert wurde, da das benötigte Gelände bereits für den Wohnungsbau vergeben war. Daraufhin erarbeitete die Stadtgemeinde Neukölln den Entwurf für den Bau einer „Neuköllner Industriebahn“. Neben der Erweiterung des Güterbahnhofs Treptow war ein neuer und größerer Bahnhof an der Kiefholzstraße vorgesehen. Infolge der einsetzenden Inflation und der damit verbundenen Materialknappheit wurden auch diese Pläne weitgehend nicht verwirklicht. Bis 1925 wurden lediglich die Strecken von der Lahnstraße über den Neuköllner Schifffahrtskanal zum Industriegebiet an der Grenzallee und den Zoellner-Werken an der Köllnischen Allee gebaut. Dazu kamen Gleiserweiterungen im Ober- und Unterhafen und eine nie genutzte Brücke über die Dieselstraße. Die Betriebe an der Grenzallee konnten vom Güterbahnhof Treptow aus nur durch einen dreifachen Fahrtrichtungswechsel erreicht werden, da dieses Gleis vom Gleis zur Dieselstraße abging: Im Bahnhof Lahnstraße, auf dem Zoellner-Gleis und nochmals auf dem Dieselstraßengleis wurde „Kopf gemacht“, anschließend das Hauptgleis an der Neuköllnischen Brücke unterquert.
Anfang der 1920er Jahre war der Höhepunkt im Warenumschlag erreicht. 1922 wurden über den Güterbahnhof Treptow fast 12.000 Güterwagen abgefahren. Als Folge der Weltwirtschaftskrise, in deren Verlauf das Transportaufkommen zurückging, wurden Anfang der 1930er Jahre erstmals Stimmen laut, die die Einstellung des Bahnbetriebs forderten. Die Lage verbesserte sich jedoch allmählich, nicht zuletzt durch rüstungs- und kriegsbedingte Transporte vor und während des Zweiten Weltkriegs.
Aufgrund etlicher Bombentreffer, die auch zum Brand des Lokschuppens geführt hatten, ruhte nach dem Kriegsende der Betrieb zunächst. Da die Sieger als Reparationsleistungen an der Bahn liegende Betriebe demontieren ließen, wurde er aber bald wieder aufgenommen. Zum Einsatz vor den Demontagezügen kam die betriebsfähig gebliebene der beiden Dampfloks. Da die demontierten Betriebe als Kunden ausfielen, sank das Warenaufkommen drastisch. Im Jahr 1949 wurden nur noch 784 zu befördernde Wagen gezählt.
Der wirtschaftliche Aufschwung der 1950er Jahre brachte neuen Verkehr, 1955 wurden wieder 4480 Wagen befördert. Jedoch machte sich nun die Konkurrenz durch Lastkraftwagen bemerkbar, weshalb die Bahn nie mehr kostendeckend betrieben werden konnte.
1968 wurde das zu den Zoellner-Werken geführte Gleis bis zur Nobelstraße verlängert. Eine andere Verlängerung von der Grenzallee in Richtung Sieversufer zum Transport von Ganzzügen mit Kesselwagen kam hingegen nicht zustande. 1978 wurden im Bereich der Lahnstraße Gleisanlagen sogar rückgebaut.
Nicht zuletzt als Folge notwendiger Sanierungsarbeiten an der Ladestraße im Oberhafen war das Defizit in den 1980er Jahren auf über 2 Millionen DM angewachsen. Der Bezirk Neukölln, der ab 1986 für den Unterhalt der Strecke aufkommen musste, forderte daher die Stilllegung des Betriebs oder den Zusammenschluss mit anderen West-Berliner Privatbahnen. Am 1. September 1989 ging die Industriebahn Neukölln in das Eigentum der neu geschaffenen Industriebahn-Gesellschaft Berlin (IGB) über und verlor damit, wie 15 weitere Betriebe, ihre Eigenständigkeit. Zu jener Zeit bewältigten die im Lokschuppen an der Dieselstraße untergebrachten Lokomotiven 5 und 6 wechselweise den Verkehr. Morgens holte eine der Maschinen die von der Deutschen Reichsbahn zugestellten Wagen von den drei Übergabegleisen am Güterbahnhof Treptow und verteilte sie über den Bahnhof Lahnstraße an die verschiedenen Anschließer. Bei Bedarf fuhr mittags oder nachmittags ein zweiter Zug. Das Aufkommen war jedoch auf 1000 – manchmal sogar weniger – Wagen im Jahr gesunken, die Zahl der Mitarbeiter betrug nur noch sieben Personen.

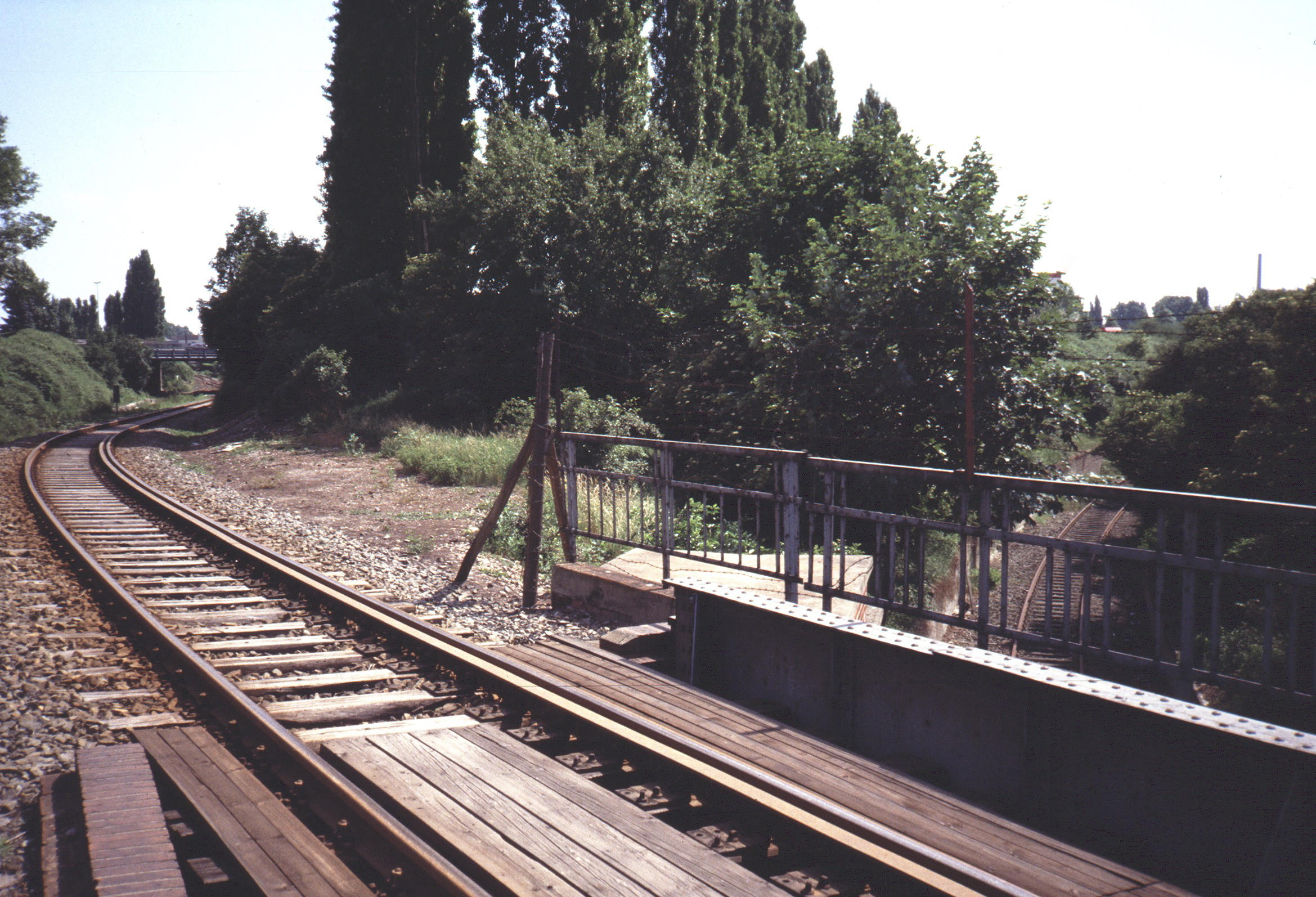
Blick von der Neuköllnischen Brücke in Richtung Grenzalleebrücke, unten das Gleis zur Grenzallee, 1988
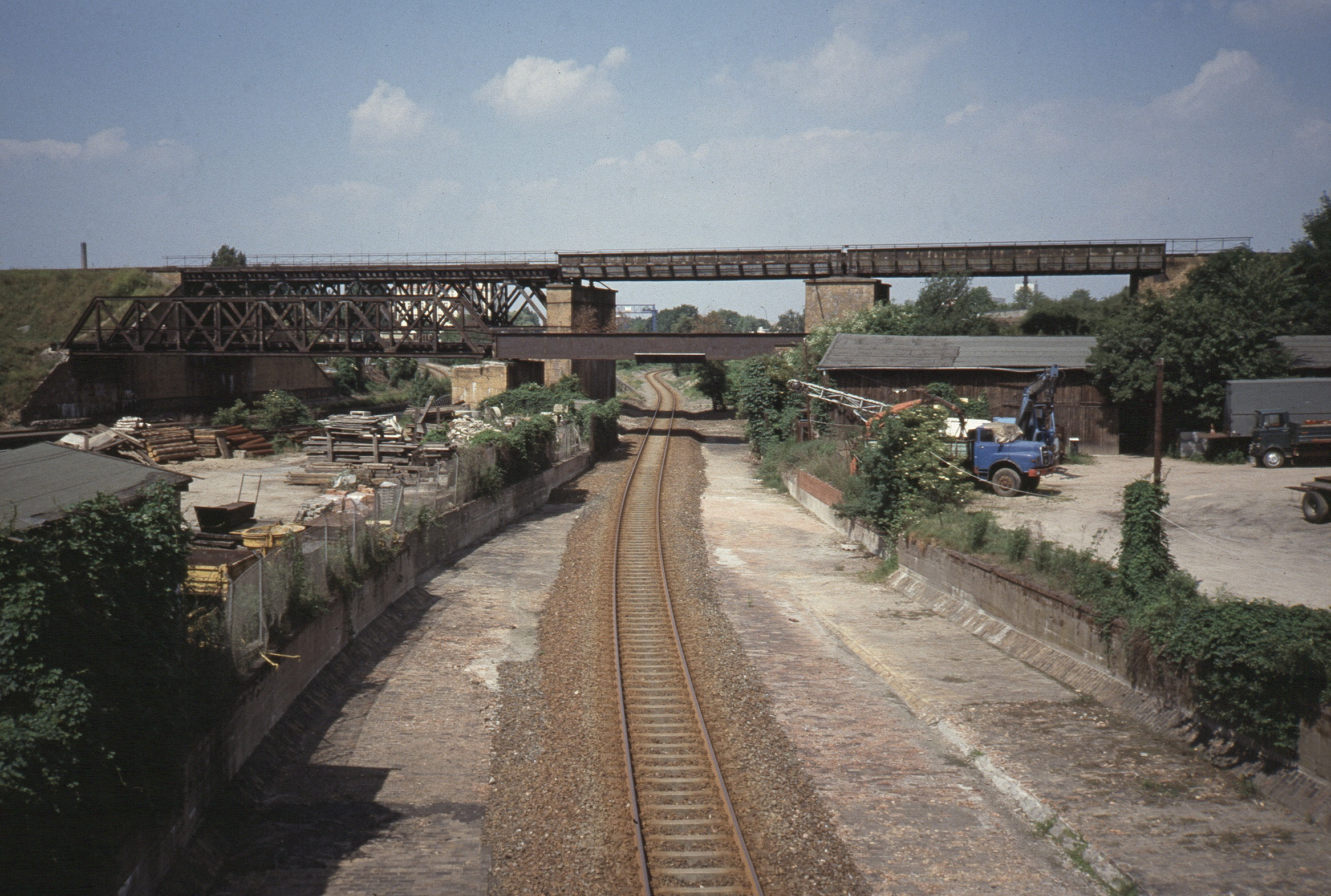
Gleis zur Dieselstraße, darüber die Bahnstrecke Neukölln–Baumschulenweg, 1988
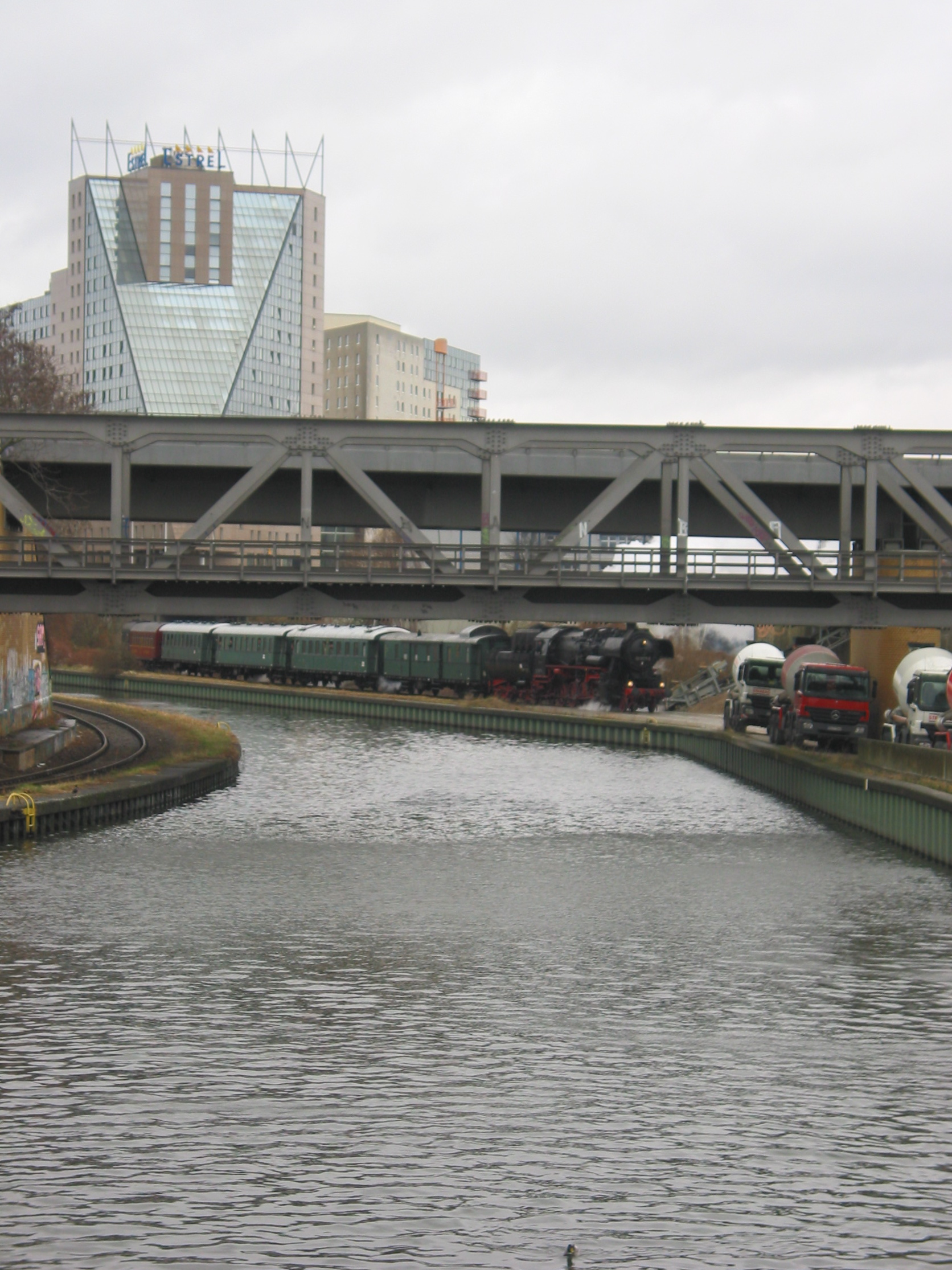
Links des Neuköllner Schifffahrtskanals das Gleis vom Güterbahnhof Treptow, rechts (mit Sonderzug) zur Dieselstraße, 2008

## Betrieb und Fahrzeuge
Mitunter führten die engen Kurven und die starken Steigungen mit Neigungen von bis zu 1:38 zu Überlastungen der Lokomotiven. Zunächst wurde der Betrieb mit Lokomotiven der Königlich Preußischen Staatseisenbahnen (K.P.St.E.) durchgeführt, weshalb ein vergleichsweise schwerer Oberbau mit Gleisprofilen der Formen Preußen – und später S 49 – verlegt wurde. Sie brachten die Güterwagen meist nicht weiter als bis zur Lahnstraße, von wo aus jene oft mittels Menschen- oder Pferdekraft, später auch mit einer Seilwinde, weiterbefördert wurden. Die Große Berliner Straßenbahn zog für sie bestimmte Wagen, soweit ihre Oberleitung reichte, mit einem elektrischen Triebwagen zum Straßenbahnhof Neukölln.
Zur Bewältigung des ständig steigenden Transportaufkommens erwarb die Hafenbahn im August 1918 zwei baugleiche Lokomotiven. Die bei Jung gebauten Cn2t-Maschinen des Typs „Pudel“ erhielten die Betriebsnummern 1 und 2, sie verfügten über eine Leistung von 400 PS. Bis zum Bau eines Lokomotivschuppens im Jahr 1920 waren sie im Freien untergestellt, das Personal wurde in einem alten Güterwagen untergebracht. Da keine eigene Werkstatt errichtet wurde, mussten Reparaturen bei Fremdfirmen erfolgen. Dies waren z. B. Borsig und Orenstein & Koppel in Berlin, aber auch Henschel in Kassel und sogar das RAW Tempelhof. Zwischenzeitlich musste die Hafenbahn auf Leihlokomotiven der Staatsbahn oder anderer Privatbahnen (Neukölln-Mittenwalder Eisenbahn, BEHALA, Osthavelländische Eisenbahn) zurückgreifen. Bis 1962 sind 33 solcher Mietverhältnisse bekannt, darunter waren Staatsbahn-Tenderlokomotiven der Baureihen 71, 74, 89 und 93.

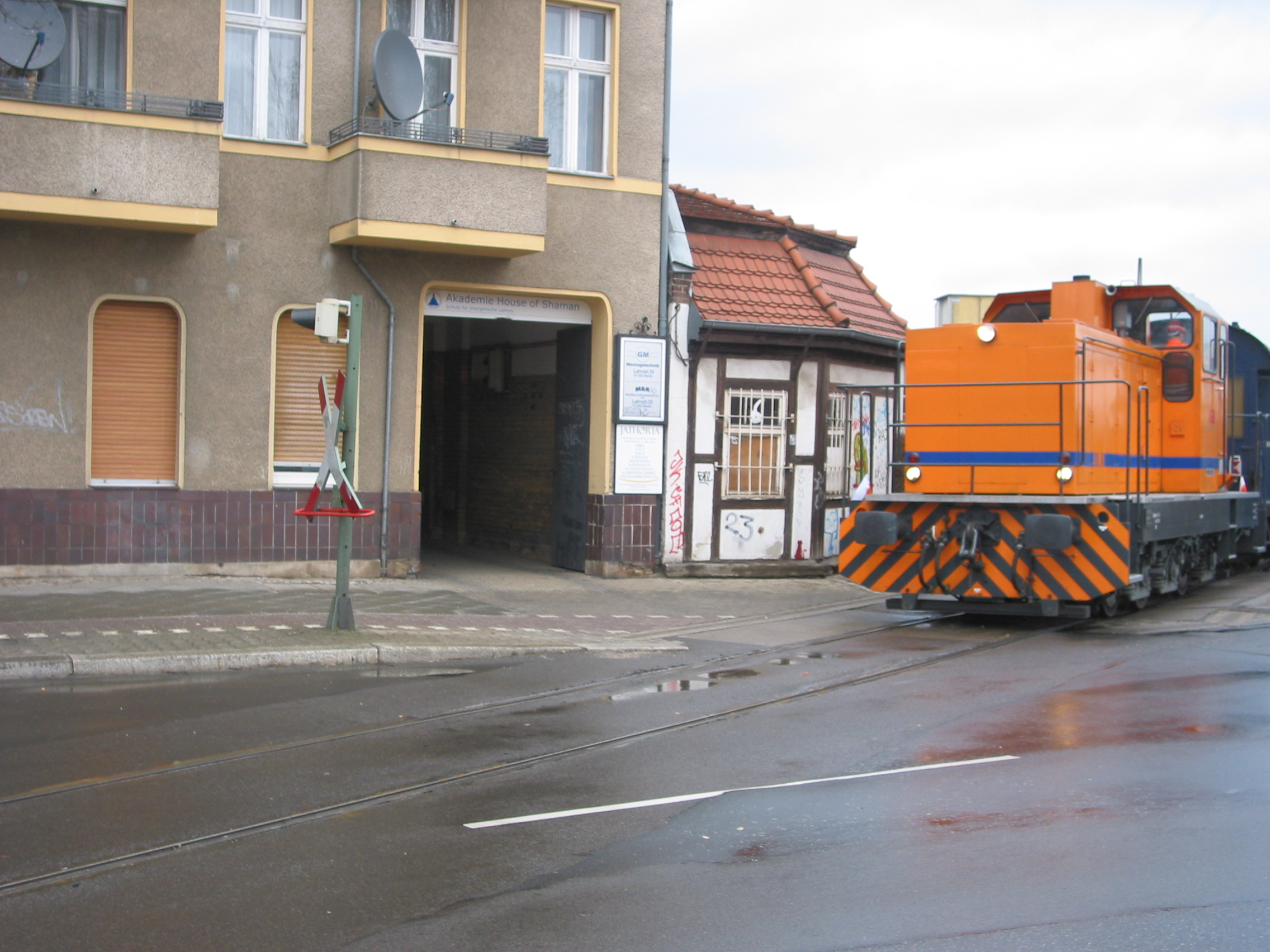
DL 06 (Typ Henschel DHG 700 C) der Industriebahn Berlin am Bahnübergang Lahnstraße, 2008

1948 wurde die Lok 1 zur Überholung zum Schienenfahrzeughersteller LEW Hennigsdorf geschickt, von wo sie wegen Differenzen bezüglich der Bezahlung (in Ost- oder Westgeld) erst Mitte 1950 zurückkehrte. 1951 stand die Lok 2 zur Revision an, die jedoch nicht durchgeführt wurde. Auf Anraten der Firma Jung erwarb die Industriebahn stattdessen als Lok 3 eine zweiachsige Diesellokomotive des Typs RK 20 B mit 210 PS zum Preis von 165.000 DM, die Dampflok 2 wurde kurz nach deren Eintreffen verschrottet. Im März 1958 wurde Lok 1 an die GASAG verkauft, die sie im Werk Mariendorf einsetzte. Dafür mietete die Industriebahn die DL 2 der Osthavelländischen Eisenbahn (OHE) an, ebenfalls ein Jung-Maschine vom Typ RK 20 B, und erwarb sie acht Jahre später als Eigentum.
Mit der Unterstützung der Bundesrepublik konnte 1970 für ca. 310.000 DM bei Jung eine weitere Lok (Nr. 5) gekauft werden. Die dreiachsige Maschine des Typs RC 43 C, von dem nur fünf Exemplare gebaut wurden, wies ein Mittelführerhaus und einen 415 PS starken MAN-Motor auf. Nach der Übernahme der S-Bahn durch die BVG wurde sie von Januar 1984 bis Februar 1986 für Rangier- und Bauzugdienste dorthin ausgeliehen.
Die Lokomotive 3 wurde nach ihrem Fristablauf Ende 1986 nicht wiederaufarbeitet. Stattdessen wurde bei Henschel eine DHG 700 C erworben, von dieser Baureihe liefen in West-Berlin bereits mehrere Lokomotiven. Sie traf im März 1987 ein und ging als Lok 6 sofort in den Betriebsdienst. Mitte jenes Jahres erhielt die Lok 5 eine Hauptuntersuchung.